# Le Plessis-Placy
Le Plessis-Placy – miejscowość i gmina we Francji, w regionie Île-de-France, w departamencie Sekwana i Marna.
Według danych na rok 1990 gminę zamieszkiwały 224 osoby, a gęstość zaludnienia wynosiła 27 osób/km² (wśród 1287 gmin regionu Île-de-France Le Plessis-Placy plasuje się na 977. miejscu pod względem liczby ludności, natomiast pod względem powierzchni na miejscu 465.).